# میبل (اورگن)
میبل (به انگلیسی: Mabel) یک منطقهٔ مسکونی در ایالات متحده آمریکا است که در شهرستان لین، اورگن واقع شده‌است. میبل ۱۸۵٫۹۳ متر بالاتر از سطح دریا واقع شده‌است.